# Craig Bellamy
Pour les articles homonymes, voir Craig Bellamy (rugby à XIII) et Bellamy.
Craig Douglas Bellamy, né le 13 juillet 1979 à Cardiff, est un footballeur international gallois qui évoluait au poste d'attaquant.
International gallois, il a joué dans des clubs majeurs des championnats anglais et écossais, comme Liverpool, West Ham, Manchester City, Newcastle United ou le Celtic FC.
Parallèlement à sa carrière de football, à la suite d'un voyage au Sierra Leone en 2007, il y a ouvert une académie de football. Son activité a cessé en septembre 2016 avant d'être totalement close en avril 2017 à la suite d'irrégularités financières constatées par la Charity commission,,.

## Biographie

### Carrière de joueur

#### Norwich City (1996-2000)
Craig Bellamy est formé au Norwich City FC. Il fait ses débuts avec les Canaries le 15 mars 1997, lors d'un match contre le Crystal Palace Football Club. Il est titulaire indiscutable pendant la saison 1997-1998, apparaissant 36 fois en cours de jeu, pour 13 buts. Il manque les deux premiers mois de la saison 1998-1999, blessé après un choc avec le défenseur du Wolverhampton Wanderers Football Club Kevin Muscat, mais réussit tout de même une saison honorable, avec 17 buts en 40 matchs.
Bellamy manque une bonne partie de la saison 1999-2000, en raison d'une blessure au genou survenue lors d'un match de pré-saison contre le Southend United Football Club. Il fait son retour sur les terrains en avril 2000. De nombreuses rumeurs de transfert apparaissent à l'été 2000 à propos de Craig Bellamy, qui l'envoient à Newcastle United, Tottenham Hotspur FC, Celtic Glasgow et au Wimbledon FC. Mais la destination de Bellamy est finalement le Coventry City Football Club, qu'il rejoint pour la somme de 6, 5 millions de livres (achat financé par la vente de Robbie Keane à l'Inter de Milan).

#### Coventry City (2000-2001)
Craig Bellamy n’est pas en réussite lors de sa première saison au Coventry City Football Club. En décembre, il ne totalise que trois buts, dont deux sur penalty. Une rumeur le renvoie même au Norwich City Football Club. Le Coventry City Football Club est proche de la relégation, et Bellamy déclare qu'il veut partir si le club descend. C'est ce qui arrive, malheureusement pour les Sky Blues, et malgré une très médiocre saison (6 buts en 34 matchs), Bellamy suscite toujours de l'intérêt auprès d'équipes plus huppées, comme Newcastle United qui le recrute pour 9,9 M€.

#### Newcastle United (2001-2005)
Craig Bellamy fait ses débuts avec Newcastle United de la plus belle des manières, en marquant lors de son premier match gagné 4-0 contre l'équipe belge du KSC Lokeren. Sous la houlette du manager Bobby Robson, il forme un duo d'attaque prolifique en compagnie d'Alan Shearer. À la fin de sa première saison avec les Magpies, il reçoit le prix de "Meilleur jeune joueur de l'année de Premier League", aux dépens de joueurs tels que Steven Gerrard.
Le moment le plus important de la seconde saison à Newcastle United de Craig Bellamy est sans doute ses deux buts (dont le but gagnant) lors de la victoire 3-2 contre le Feyenoord Rotterdam, qui permet au club d'accéder à la seconde phase de groupes de la Ligue des champions. Malheureusement, l'enfant terrible du football anglais est exclu au match suivant, perdu 4-1 contre l'Inter de Milan, pour avoir donné un coup de pied à un défenseur de l'Inter, et est suspendu trois matchs. Ce n'est pas la première fois que Bellamy se fait remarquer par son comportement. En mars 2004, il jette une chaise sur son entraîneur John Carver.
Après le départ de Bobby Robson en août 2004, Bellamy a une dispute publique avec Graeme Souness, remplaçant de Robson. Le 23 janvier 2005, il est écarté pour un match de Premier League contre l'Arsenal FC. Avant le match, Graeme Souness déclare qu'il souffre du tendon, mais se met lui-même en contradiction lors de la conférence de presse de l'après-match, assurant cette fois que Bellamy avait été mis au repos car il n'était pas préparé à jouer comme milieu droit.
Plus tard, Bellamy donne lui-même une interview, où il affirme être prêt à jouer à n'importe quelle position. Il avoue avoir menacé de se blesser volontairement avant le match contre l'Arsenal FC, et, plus tard, accuse Graeme Souness d'avoir menti à son sujet. Deux jours après ce fameux match, les dirigeants de Newcastle United mettent Bellamy à l'amende, où il doit payer l'équivalent de deux semaines de salaire (environ 80 000 livres). Le 31 janvier 2005, dernier jour du mercato d'hiver, il est prêté au Celtic FC pour le reste de la saison. Il évite un transfert à Birmingham City, annonçant à Graeme Souness et au président Freddy Shepherd : "Je suis Craig Bellamy et je ne signe pas pour les clubs de football de merde" (sic).
Bellamy retrouve Newcastle United en septembre 2006, à l'occasion d'une victoire de son club le Liverpool FC contre les Magpies. L'entraîneur adjoint Terry McDermott fait alors la révélation que Bellamy est détesté à Newcastle.

#### Celtic Glasgow (janvier-juin 2005)
Il marque neuf buts pour le Celtic FC lors du reste de la saison. Il fait partie de l'équipe qui remporte la Coupe d'Écosse, le premier trophée de sa carrière. Le club est partant pour le conserver, mais le 7 juillet 2005, son retour en Premiership est annoncé. Il signe aux Blackburn Rovers pour une somme, selon les rumeurs, entre 2, 5 et 5 millions de livres.

#### Blackburn Rovers (2005-2006)
Le contrat de Bellamy avec les Blackburn Rovers porte sur quatre ans, et il retrouve son ancien entraîneur avec l'équipe galloise Mark Hughes. Pendant cette saison réussie, il marque dix-sept buts, et voit l'intérêt à son égard des grandes équipes de Premier League renouvelé.
Il aggrave le niveau de sa cote de popularité à Newcastle United déjà bien entamée après avoir envoyé des SMS sans doute insultants au capitaine du club Alan Shearer, à la suite de la défaite de Newcastle United en demi-finales de la Coupe d'Angleterre contre Manchester United. L'agent de Bellamy affirme que celui-ci n’est aucunement responsable de ces SMS, puisqu'il a perdu son téléphone mobile à ce moment. Kenneth Shepherd, fils du président Freddy, reçoit également des messages d'insultes. Alan Shearer aurait menacé de "lui péter sa gueule" s'il revenait à Newcastle United.

#### Liverpool FC (2006-2007)
Le 20 juin 2006, Craig Bellamy fut le sujet d'une offre de la part du Liverpool FC, d'environ 6, 5 millions de livres selon les rumeurs. L'entraîneur Rafael Benítez s'enthousiasma alors : "Bellamy possède l'habileté, la vitesse et le talent que nous recherchions". De plus, l'intéressé est supposé avoir supporté le Liverpool FC pendant sa jeunesse. Il signa le 23 juin 2006 et devint officiellement un Red le 1er juillet.
Ses débuts avec son nouveau club furent poussifs. Malgré d'impressionnantes performances lors des matchs de pré-saison, où il marqua dès son premier match contre le Maccabi Haïfa, Bellamy ne réussit pas à marquer en Premier League. Il finit par trouver le chemin des filets lors d'un match contre son précédent club, les Blackburn Rovers. Après une arrestation pour avoir agressé une femme dans un bar de Cardiff, il eut un grand impact lors de la victoire 4-0 contre le Wigan Athletic Football Club, en marquant deux buts et en délivrant une passe décisive. Il marqua de nouveau deux semaines plus tard, contre le Charlton Athletic.
En février 2007, des indiscrétions rapportèrent que Bellamy avait attaqué son camarade d'équipe John Arne Riise avec un club de golf lors d'un entraînement au Portugal. L'incident prit le surnom de The Nutter with the Putter (en français, « l'aliéné avec le club de golf »). L'entraîneur Rafael Benítez accepta les excuses des deux joueurs, qui furent contraints à une amende correspondant à deux semaines de salaire. Lors du match suivant l'incident, à l'extérieur contre le FC Barcelone, Bellamy marqua le 1-1 grâce à une passe de Riise et célébra son égalisation en imitant un swing de golf.
Il annonça le 28 avril 2007 lors d'un programme de télévision qu'il quitterait le Liverpool FC au prochain mercato d'été, arguant qu'il y avait un manque de communication entre lui et l'entraîneur Rafael Benítez, ainsi que des opinions divergentes les séparaient à propos de son utilisation pendant un match. Mais il fit volte-face le jour suivant, lorsqu'il assura sur le site officiel du Liverpool FC qu'il était embêté d'avoir affaire à ce problème en pleine période de préparation en vue du match de Ligue des champions contre le Chelsea FC. Bellamy rassura les fans, assurant qu'il demeurait à 100 % engagé pour le club. Il déclara également que Rafael Benítez était l'entraîneur qu'il avait le plus admiré dans sa carrière et qu'il souhaitait, s'il se reconvertissait plus tard en entraîneur, s'inspirer de celui-ci. Pendant ce match de demi-finales contre le Chelsea FC, Craig Bellamy put être vu converser avec Rafael Benítez, et leur relation parut être amicale. Lors de la finale de Ligue des champions perdue 2-1 contre le Milan AC, il fut laissé sur le banc et n'entra pas en jeu.

#### West Ham United (2007-2008)
Le président de West Ham United, Eggert Magnússon, intéressé par le profil de l'attaquant gallois, réussit à le recruter durant l'été 2007 de manière à remédier au départ de Carlos Tévez.

#### Manchester City (2008-2011)
En janvier 2009, il signe avec le club de Manchester City pour la somme de 15,5 millions d'euros.

#### Cardiff City (2010-2011)

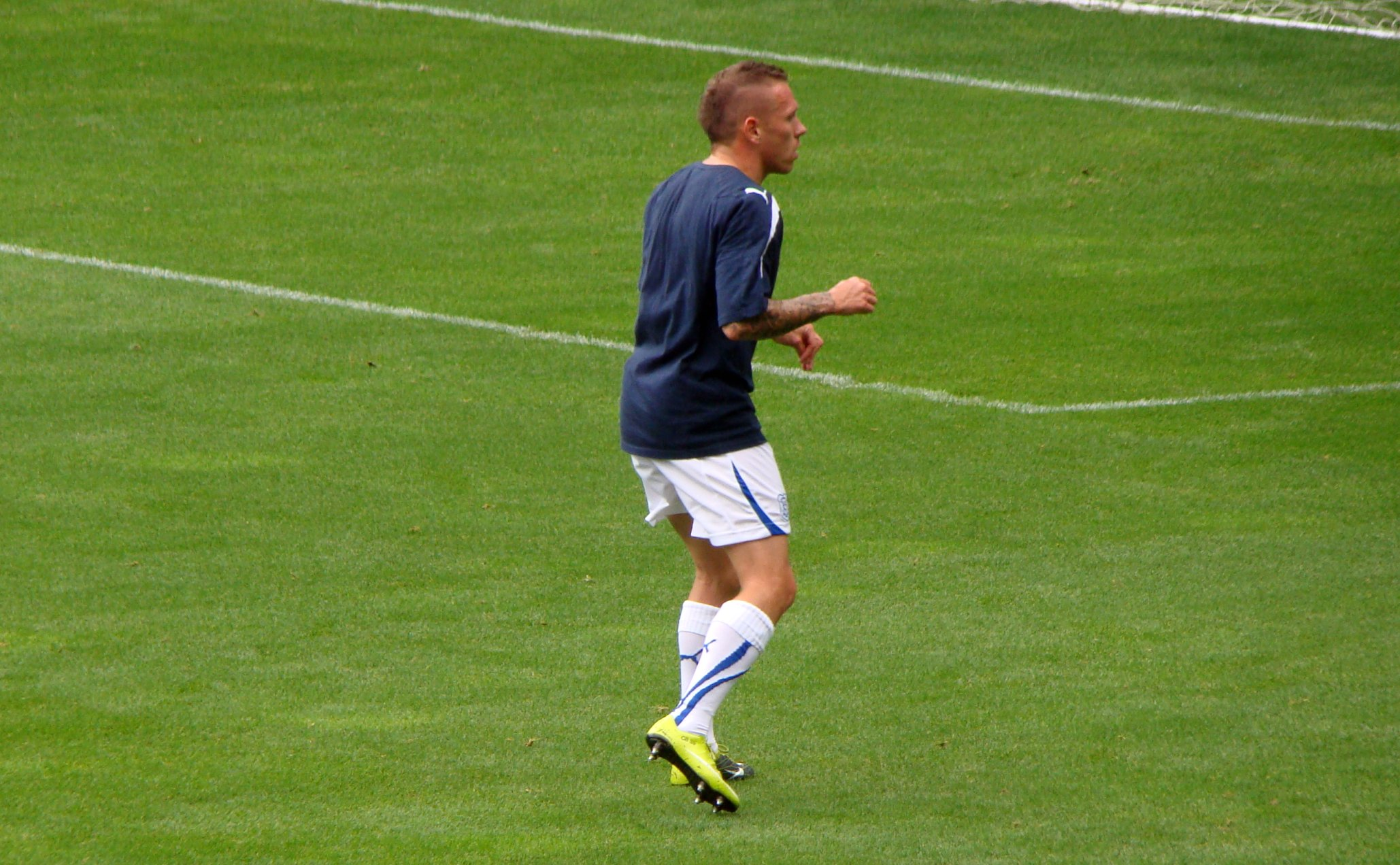
Craig Bellamy à l'échauffement avec Cardiff City (août 2010).

Après avoir annoncé qu'il voulait revenir à Cardiff, le 17 août, Bellamy est prêté par Manchester City à Cardiff City, club gallois de Football League Championship. Il revient dans sa ville natale, avec comme objectif la montée en Premier League qui échappe depuis quelques saisons au club de Cardiff City. Il réalise un bon début de saison et fait sensation le 6 février 2011 en inscrivant le but de la victoire sur le terrain du club ennemi de Swansea City (0-1) d'une frappe surpuissante de 25 mètres.
À l'issue de la saison, au cours de laquelle il aura inscrit 11 buts en 36 matchs, il retourne à Manchester malgré le désir de Cardiff de le voir revenir la saison prochaine. Lui-même confie son désir de rejouer à Cardiff la saison suivante, « même gratuitement », selon ses dires, malgré l'intérêt du Celtic, qui pousse Bellamy à envisager le prêt en Écosse à la condition de s'entraîner en semaine à Cardiff, où réside sa famille. À Manchester, il est mis au ban de l'équipe première qui part en tournée aux États-Unis à l'intersaison, pendant que Bellamy doit jouer avec la réserve à Altrincham.

#### Liverpool FC (2011-2012)
Le 31 août 2011, il s'engage pour deux ans sans aucune indemnité de transfert du côté de Liverpool. Il compense les départs de David N'Gog au Wanderers et Joe Cole au LOSC. Il s'agit de la 7e arrivée au club lors de ce mercato après Doni, Charlie Adam, Stewart Downing, Jordan Henderson, Sebastián Coates et José Enrique.
Malheureusement, en début de saison, il est barré par un Maxi Rodríguez très performant et a peu de temps de jeu.
Son coach, Kenny Dalglish décide de le lancer en League Cup face à Brighton le 21 septembre, il démarre donc titulaire. Très vite il met le feu dans la défense adverse et marque le premier but de son équipe qui l'emportera finalement 2 buts à 1.
Grâce à cette bonne performance, il obtient très vite plus de temps de jeu et fait de bonnes rentrées face à Everton et Manchester United.
Plus tard, en raison d'une baisse de forme de Maxi Rodriguez, le coach décide de le lancer titulaire à nouveau, face au promu Norwich City lors de la 9e journée de Championnat. Une fois encore, il ne loupe pas le train et ouvre le score pour son équipe qui sera finalement tenue en échec (1-1).
Mais il ne parvient pas à enchainer les bonnes prestations pendant que Maxi Rodriguez brille, et ne joue plus beaucoup.
C'est seulement le 29 novembre, lors du quart de finale de League Cup face à Chelsea, qu'il est une nouvelle fois titularisé.
Il réalise là encore un superbe match et délivre deux passes décisives sur les deux buts de son équipe qui gagnera 2-0, montrant ainsi qu'il avait encore plein de ressources.
Kenny Dalglish décide alors de lui faire pleinement confiance et le titularise lors des trois rencontres suivantes. Il marquera un nouveau but contre Aston Villa le 18 décembre, pour que Liverpool gagne 2-0.
Le 30 décembre, alors que son équipe est menée 1-0, il marque un doublé (dont un but sur coup franc), permettant à Liverpool de s'imposer 3-1 face à un concurrent direct.
Il crucifie dans la foulée Bolton Wanderers alors que son équipe perd 3-0.
Le 25 janvier 2012, lors de la demi-finale retour de League Cup face à Manchester City, à Anfield (à l'aller, Liverpool s'était imposé 1-0), alors que son les Reds sont menés 2-1 (ce qui les élimine provisoirement), il marque le but de l'égalisation face à son ancien club, d'une frappe enroulé du pied gauche, ce qui permet à Liverpool de se qualifier (2-2) pour la finale de la League Cup. 
Il ne s'arrête pas là et crucifie également son coéquipier gardien en sélection, Wayne Hennessey, pour que Liverpool l'emporte 3-0 face à Wolverhampton Wanderers, marquant au passage son 9e but de la saison toute compétitions confondus.

#### Cardiff City (2012-2014)
Le 10 août 2012, Bellamy signe un contrat de deux ans en faveur de Cardiff City,. Il joue son premier match officiel dans son nouveau club le 17 août 2012 lors d'une rencontre de championnat opposant Cardiff City à Huddersfield Town.
Le 22 mai 2014, il annonce qu'il met un terme à sa carrière de footballeur.

#### En sélection nationale

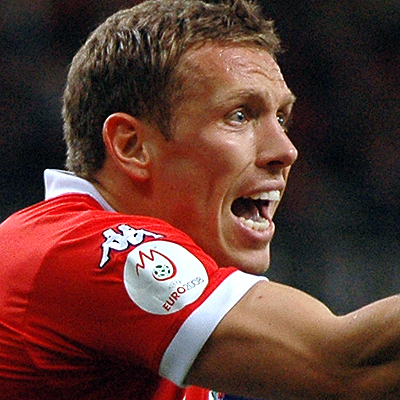
Bellamy sous le maillot gallois en 2008.

Craig Bellamy honora sa première sélection avec l'équipe du Pays de Galles pendant la saison 1997-1998, jouant un match amical contre la Jamaïque.
En octobre 2006, il fut promu capitaine par l'entraîneur John Toshack, l'habituel capitaine Ryan Giggs étant blessé, pour le match des qualifications à l'Euro 2008 contre la Slovaquie. Malheureusement pour le Pays de Galles, ce fut une défaite 5-1. Cependant, lors de son second match en tant que capitaine contre Chypre, le Pays de Galles gagna 3-1. 
Craig Bellamy joue son dernier match international le 15 octobre 2013 à Bruxelles contre la Belgique (score final : 1-1) dans le cadre du dernier match de qualification à la Coupe du monde 2014. Il compte 78 sélections pour 19 buts.

### Carrière d'entraîneur
Le 13 décembre 2016, Craig Bellamy devient le nouveau directeur du centre de formation de Cardiff City.
Le 20 juin 2019, il s'engage avec le club belge d'Anderlecht et devient l'entraîneur des moins de 21 ans. Puis le 4 février 2021, à la suite du départ de l'entraîneur adjoint Nicolas Frutos, il devient le nouveau T2 de l'équipe A aux côtés de l'entraîneur principal Vincent Kompany. Le 12 septembre, il décide de quitter ses fonctions de T2 et le club bruxellois pour soigner une dépression.
Le 8 juillet 2022, il devient le nouvel entraîneur adjoint de Burnley en Championship, où il retrouve comme entraîneur principal Vincent Kompany.
Le 9 juillet 2024, il est nommé à la tête de la sélection Galloise en signant jusqu'en 2028.

## Vie personnelle
Le père de Craig, Douglas, travaillait dans l'acier à Cardiff avant de se faire licencier il y a peu quand son entreprise fut déclarée en faillite. La mère de Craig, Angela, est assistante sociale. Craig Bellamy a des origines maltaises par son grand-père. Il a deux frères : Paul, l'aîné, travaillant dans un centre d'appel, et Matthew, le plus jeune, qui est apprenti soudeur. Craig Bellamy a également des liens de parenté avec le footballeur algérien Lakhdar Belloumi. Son nom est un dérivé du nom Belloumi, ce dernier fut changé en Bellami lors de l'emmigration algérienne en Europe.
Il partage sa vie avec Claire Jansen depuis l'enfance. Le couple a deux garçons : Ellis, né en 1997 et Cameron, né en 2001, et attend un troisième enfant. Claire Jansen et Craig Bellamy se sont mariés le 3 juin 2006. Leur lune de miel fut interrompue quand Bellamy dû retourner à Cardiff répondre devant les juges d'une agression sur une jeune fille de dix-neuf ans dans une boîte de nuit de la ville en mars 2006, mais fut acquitté.
Touché par la situation des jeunes du pays lors d'un voyage en 2007, il a ouvert une académie de football au Sierra Leone et il s'y rendait annuellement lors de la trêve estivale. Ouverte en avril 2010, l'académie avait même continué à accueillir de jeunes joueurs pendant l'épidémie d'Ebola en 2014 malgré l'arrêt des compétitions. Elle cessé son activité en septembre 2016 lorsque le staff local a appris qu'elle ne rouvrirait pas après les vacances d'été, et a définitivement fermé ses portes en avril 2017 à la suite d'une enquête de la Charity Commission sur des irrégularités financières,,. De 2010 à 2014, l'académie comptait dans son staff Johnny McKinstry, sélectionneur de l'équipe de Sierra Leone de football de 2013 à 2014 et de l'équipe nationale du Rwanda de 2015 à 2016.

## Statistiques détaillées
| Saison                | Club                  | Championnat           | Championnat | Championnat | Coupe(s) nationale(s) | Coupe(s) nationale(s) | Compétition(s) continentale(s) | Compétition(s) continentale(s) | Compétition(s) continentale(s) | Pays de Galles | Pays de Galles | Total | Total |
| Saison                | Club                  | Division              | M.          | B.          | M.                    | B.                    | Comp.                          | M.                             | B.                             | M.             | B.             | M.    | B.    |
| 1996 - 1997           | Norwich City          | Division One          | 3           | 0           | -                     | -                     | -                              | -                              | -                              | -              | -              | 3     | 0     |
| 1997 - 1998           | Norwich City          | Division One          | 36          | 13          | 2                     | 0                     | -                              | -                              | -                              | 3              | 1              | 41    | 14    |
| 1998 - 1999           | Norwich City          | Division One          | 40          | 17          | 5                     | 2                     | -                              | -                              | -                              | 4              | 1              | 49    | 20    |
| 1999 - 2000           | Norwich City          | Division One          | 4           | 2           | -                     | -                     | -                              | -                              | -                              | 2              | 0              | 6     | 2     |
| 2000 - 2001           | Coventry City         | Premier League        | 34          | 16          | 5                     | 2                     | -                              | -                              | -                              | 3              | 0              | 42    | 18    |
| 2001 - 2002           | Newcastle United      | Premier League        | 27          | 12          | 6                     | 4                     | -                              | -                              | -                              | 4              | 2              | 37    | 18    |
| 2002 - 2003           | Newcastle United      | Premier League        | 29          | 8           | 1                     | 0                     | C1                             | 6                              | 2                              | 4              | 1              | 40    | 11    |
| 2003 - 2004           | Newcastle United      | Premier League        | 16          | 4           | 3                     | 0                     | C1+C3                          | 8                              | 5                              | 5              | 0              | 32    | 9     |
| 2004 - 2005           | Newcastle United      | Premier League        | 21          | 7           | 3                     | 0                     | C3                             | 5                              | 3                              | 5              | 1              | 34    | 11    |
| 2004 - 2005           | Celtic (prêt)         | Scottish Premier      | 12          | 7           | 3                     | 2                     | -                              | -                              | -                              | 3              | 2              | 18    | 11    |
| 2005 - 2006           | Blackburn Rovers      | Premier League        | 27          | 13          | 5                     | 4                     | -                              | -                              | -                              | 3              | 0              | 35    | 17    |
| 2006 - 2007           | Liverpool             | Premier League        | 27          | 7           | 3                     | 0                     | C1                             | 12                             | 0                              | 11             | 4              | 53    | 11    |
| 2007 - 2008           | West Ham United       | Premier League        | 8           | 2           | 1                     | 2                     | -                              | -                              | -                              | 5              | 2              | 14    | 6     |
| 2008 - 2009           | West Ham United       | Premier League        | 16          | 5           | 1                     | 0                     | -                              | -                              | -                              | 3              | 1              | 20    | 6     |
| 2008 - 2009           | Manchester City       | Premier League        | 8           | 3           | -                     | -                     | C3                             | 3                              | 2                              | 2              | 0              | 13    | 5     |
| 2009 - 2010           | Manchester City       | Premier League        | 32          | 10          | 8                     | 1                     | -                              | -                              | -                              | 2              | 1              | 42    | 12    |
| 2010 - 2011           | Cardiff City (prêt)   | Championship          | 36          | 11          | -                     | -                     | -                              | -                              | -                              | 2              | 0              | 38    | 11    |
| 2011 - 2012           | Manchester City       | Premier League        | -           | -           | -                     | -                     | -                              | -                              | -                              | 1              | 0              | 1     | 0     |
| 2011 - 2012           | Liverpool             | Premier League        | 27          | 6           | 10                    | 3                     | -                              | -                              | -                              | 6              | 1              | 43    | 10    |
| 2012 - 2013           | Cardiff City          | Championship          | 33          | 4           | -                     | -                     | -                              | -                              | -                              | 2              | 0              | 35    | 4     |
| 2013 - 2014           | Cardiff City          | Premier League        | 22          | 2           | -                     | -                     | -                              | -                              | -                              | -              | -              | 22    | 2     |
| Total sur la carrière | Total sur la carrière | Total sur la carrière | 455         | 147         | 58                    | 20                    | -                              | 33                             | 13                             | 72             | 18             | 618   | 198   |

## Palmarès
Norwich City
- 2002 : Les fans du club votèrent pour que son nom figure sur le "Norwich City F.C. Hall of Fame", où figurent cent joueurs emblématiques du club.

Newcastle United
- 2002 : Jeune joueur de l'année PFA du Championnat d'Angleterre

Celtic Glasgow
- 2005 : Coupe d'Écosse

Liverpool FC
- 2007 : Community Shield
- 2012 : Carling cup
- 2012 : Finaliste de la Coupe d'Angleterre